# Гавриловка (Карелия)
Гаври́ловка (карел. Gaulisto) — деревня в составе Видлицкого сельского поселения Олонецкого национального района Республики Карелия.

## Общие сведения
Расположена вблизи села Видлица.
В результате сокращения населения в 1957 году деревня Симоннаволок была объединена с деревней Гавриловка.
В деревне сохраняется памятник архитектуры — часовня Вознесения Господня.

## Население
| 2002 | 2009 | 2010 | 2013 |
| ---- | ---- | ---- | ---- |
| 112  | ↘83  | ↘69  | ↘68  |